# Madagaskar op de Olympische Zomerspelen 1984
Tijdens de Olympische Zomerspelen van 1984 die in Los Angeles werden gehouden nam Madagaskar voor de 5e maal deel.

## Deelnemers en resultaten

### Atletiek
| Olympiër                | Discipline   | Resultaat | Prestatie              |
| ----------------------- | ------------ | --------- | ---------------------- |
| Arsene Randriamahazoman | 400m (m)     | 65e       | serie 9: 8ste in 48,86 |
| Jules Randrianarivelo   | marathon (m) | 72e       | 2:43.05                |

### Boksen
| Olympiër             | Discipline | Resultaat | Prestatie                                                                      |
| -------------------- | ---------- | --------- | ------------------------------------------------------------------------------ |
| Jean-Luc Bezoky      | -57kg (m)  | 17e       | 1ste ronde: vrij 2de ronde: V van MEX Camacho: scheidsrechterlijke beslissing  |
| Milson Randrianasolo | -60kg (m)  | 17e       | 1ste ronde: vrij 2de ronde: V van CAN Kalbhenn: scheidsrechterlijke beslissing |
| Paul Rasamimanana    | -67kg (m)  | 32e       | 1ste ronde: V van GBR Hughes: 0-5                                              |

Algerije · Amerikaanse Maagdeneilanden · Andorra · Antigua en Barbuda · Argentinië · Australië · Bahama’s · Bahrein · Bangladesh · Barbados · België · Belize · Benin · Bermuda · Bhutan · Birma · Bolivia · Bondsrepubliek Duitsland · Botswana · Brazilië · Britse Maagdeneilanden · Canada · Centraal-Afrikaanse Republiek · Chili · China · Chinees Taipei · Colombia · Congo-Brazzaville · Costa Rica · Cyprus · Denemarken · Djibouti · Dominicaanse Republiek · Ecuador · Egypte · El Salvador · Equatoriaal-Guinea · Fiji · Filipijnen · Finland · Frankrijk · Gabon · Gambia · Ghana · Grenada · Griekenland · Groot-Brittannië · Guatemala · Guinee · Guyana · Haïti · Honduras · Hongkong · Ierland · IJsland · India · Indonesië · Irak · Israël · Italië · Ivoorkust · Jamaica · Japan · Joegoslavië · Jordanië · Kaaimaneilanden · Kameroen · Kenia · Koeweit · Lesotho · Libanon · Liberia · Liechtenstein · Luxemburg · Madagaskar · Malawi · Maleisië · Mali · Malta · Marokko · Mauritanië · Mauritius · Mexico · Monaco · Mozambique · Nederland · Nederlandse Antillen · Nepal · Nicaragua · Nieuw-Zeeland · Niger · Nigeria · Noord-Jemen · Noorwegen · Oeganda · Oman · Oostenrijk · Pakistan · Panama · Papoea-Nieuw-Guinea · Paraguay · Peru · Portugal · Puerto Rico · Qatar · Roemenië · Rwanda · Salomonseilanden · Samoa · San Marino · Saoedi-Arabië · Senegal · Seychellen · Sierra Leone · Singapore · Soedan · Somalië · Spanje · Sri Lanka · Suriname · Swaziland · Syrië · Tanzania · Thailand · Togo · Tonga · Trinidad en Tobago · Tsjaad · Tunesië · Turkije · Uruguay · Venezuela · Verenigde Arabische Emiraten · Verenigde Staten · Zaïre · Zambia · Zimbabwe · Zuid-Korea · Zweden · Zwitserland